# 礒崎直美
礒崎直美（日语：／ Isozaki Naomi，1965年6月24日—），日本女子射箭运动员。她曾代表日本参加2000年和2004年夏季残疾人奥林匹克运动会射箭比赛，获得一枚银牌和一枚铜牌。